# Lewica (Słowenia)
Lewica (słoweń. Levica) – słoweńska partia polityczna reprezentująca nurt socjalizmu demokratycznego oraz zielonego.

## Historia
1 marca 2014 powstała koalicja Zjednoczona Lewica celem wspólnego startu w wyborach europejskich. Zawiązały ją trzy pozaparlamentarne ugrupowania eurosceptycznej lewicy: DSD, TRS i IDS. W wyborach w 2014 koalicja uzyskała 6,0% głosów i 6 mandatów w Zgromadzeniu Państwowym.
24 czerwca 2017 TRS i IDS powołały nowe jednolite ugrupowanie pod nazwą Lewica, co zakończyło działalność koalicji. Liderem ugrupowania (koordynatorem) został Luka Mesec z IDS.
W wyborach w 2018 Lewica wystartowała samodzielnie, otrzymując 9,3% głosów i 9 miejsc w słoweńskim parlamencie. W sierpniu tegoż roku partia podpisała porozumienie o współpracy z pięcioma ugrupowaniami centrum i centrolewicy, deklarując współpracę z tworzonym gabinetem Marjana Šarca. W 2022 ugrupowanie otrzymało 4,4% głosów (co przełożyło się na 5 mandatów). W tymże roku podpisało porozumienie koalicyjne celem powołania rządu Roberta Goloba.
W 2023 na czele ugrupowania jako nowa koordynatorka stanęła Asta Vrečko.